# TVS Motor Company
TVS Motor Company (dawniej TVS Suzuki, Indo Suzuki Motorcycles Pvt. Ltd. i Indian Motorcycle Pvt. Ltd.) – indyjski producent jednośladów i pojazdów użytkowych z siedzibą w Chennai. Należy do Grupy TVS i jest uważana za jej najważniejszą spółkę.

## Historia
W 1979 Sundaram-Clayton (SCL), część Grupy TVS, rozpoczęła produkcję motorowerów (TVS 50) w Hosur w stanie Tamilnadu. 15 lipca 1982 SCL założył firmę Indian Motorcycle Pvt. Ltd., której nazwa została zmieniona na Indo Suzuki Motorcycles Pvt. Jednak współpraca techniczna z japońską firmą Suzuki została nawiązana dopiero 22 września 1984 (według innego źródła jednak już w 1982). W 1986 Indo Suzuki przejął dział motorowerów Sundaram-Clayton. Ponadto Indo Suzuki Motorcycles Ltd. przemianowany na TVS Suzuki Ltd. w dniu 18 sierpnia 1986.
Pod koniec 1996 TVS Suzuki otrzymał nagrodę Emerging Corporate Giant od indyjskiego Economic Times i Harvard Business School Alumni Association.
27 września 2001 TVS Group i Suzuki zakończyły wspólne przedsięwzięcie, kupując 25,97% udziałów Suzuki. W tym samym czasie nazwa firmy została zmieniona na TVS Motor Company. Sundaram-Clayton posiada obecnie 57,4% udziałów w TVS Motor Company. Podobnie jak Hero Honda, podział między TVS Motor Company i Suzuki był postrzegany jako opcja korzystna dla obu stron.
W 8 kwietnia 2013 TVS Motor Company i BMW-Motorrad podpisały umowę o długoletniej współpracy w zakresie rozwoju i produkcji motocykli o pojemności poniżej 500 cm³ na rynek europejski.
W roku obrotowym 2017/18 sprzedano 3,466 mln pojazdów. Spośród nich wyeksportowano 490 000 motocykli i 80 000 trójkołowców. Udział w rynku w wysokości 2,58% osiągnięto dla pojazdów trójkołowych w Indiach w sezonie 2017/18.
Firma posiada zakłady produkcyjne w Hosur w Tamil Nadu, w Mysore w stanie Karnataka i w Solan w stanie Himachal Pradesh. Kolejny zakład znajduje się w Indonezji. W 2013 firma TVS Motor Company uruchomiła linię montażową w Ugandzie. W kwietniu 2020 firma TVS Motor Company nabyła Norton Motorcycles, rozpoczynając nową erę dla marki oraz jej zwolenników.

## Modele
Produkowane jednoślady sprzedawane były pod marką TVS (wcześniej także Ind Suzuki lub TVS Suzuki). Pierwsze modele z 1980 obejmowały motorower XL Super (początkowo TVS-50), którego do 2015 wyprodukowano ponad dziesięć milionów sztuk. To czyni go jedynym motorowerem na liście dziesięciu najlepiej sprzedających się motocykli w Indiach. W 1992 wprowadzono nowe modele Samurai i Shogun. W 1993 na rynek weszła nowa hulajnoga TVS Scooty, która po kilku latach skierowana była do kobiet. Następnie w 1997 pojawił się nowy model motoroweru XL Super. W tym samym roku TVS jako pierwszy producent na rynku indyjskim wprowadził skuter (Spectra) z silnikiem czterosuwowym. Od 2009 Scooty Streak był skierowany do młodej grupy demograficznej.
Firma TVS Motor Company twierdzi, że jako pierwsza oferuje motocykl o pojemności 100 cm³ z katalizatorem i pierwszy czterosuwowy motocykl o pojemności 150 cm³ w Indiach. TVS odegrał również pionierską rolę w Indiach, wprowadzając pierwszy motocykl z automatyczną skrzynią biegów i układem przeciwblokującym.
W 2007 firma TVS Motor Company zaprezentowała swoją pierwszą rikszę samochodową, TVS King.
Najważniejszymi modelami TVS Motor w 2014 były Apache, Phoenix, Flame, Star City, Wego, Scooty Streak i Scooty Pep. Do początku 2019 w ramach współpracy z BMW wyprodukowano 50 000 egzemplarzy BMW G 310 R i BMW G 310 GS. TVS Apache RR 310 jest również oparty na tych siostrzanych modelach.

## Galeria

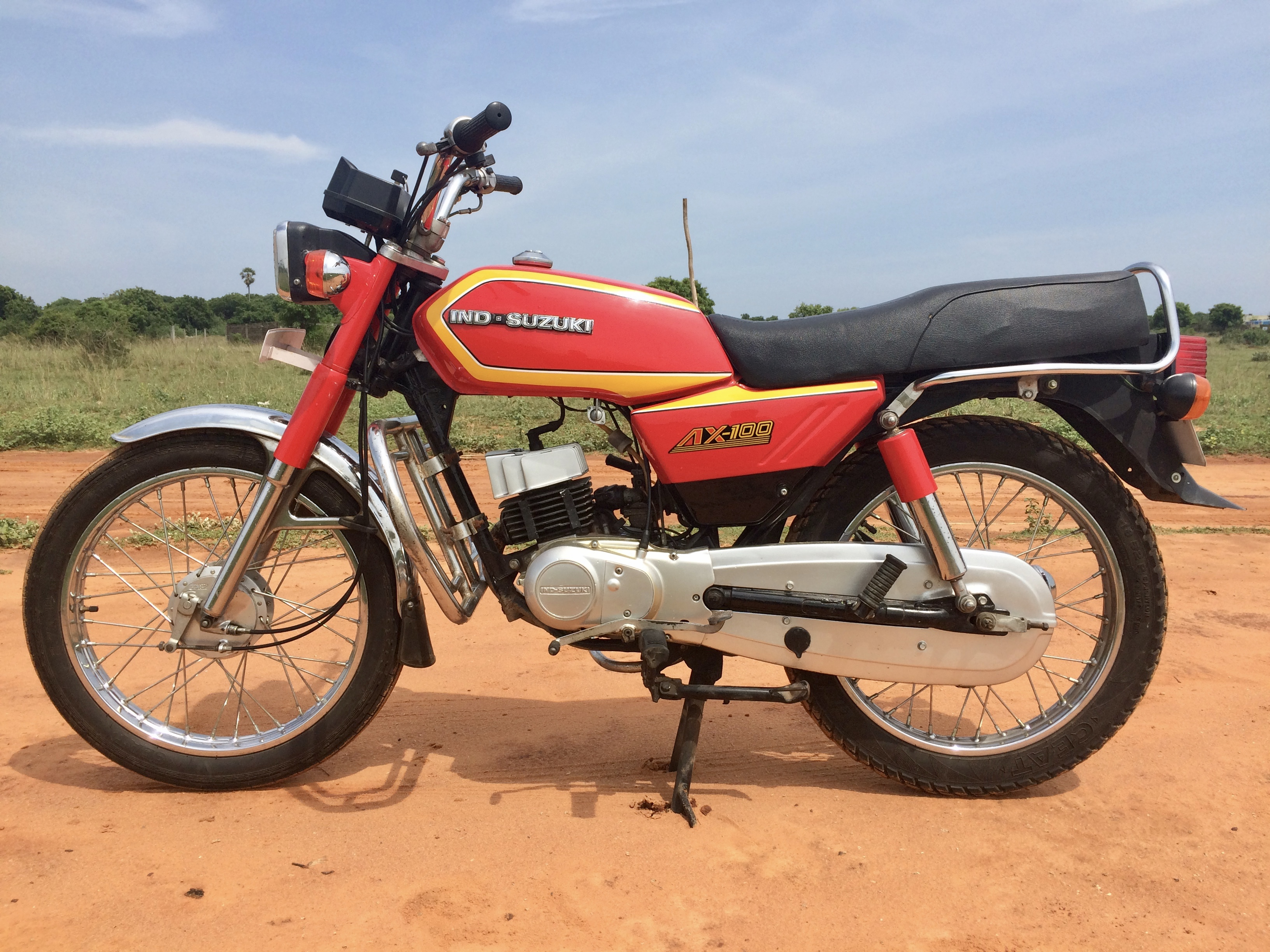
IND SUZUKI AX100
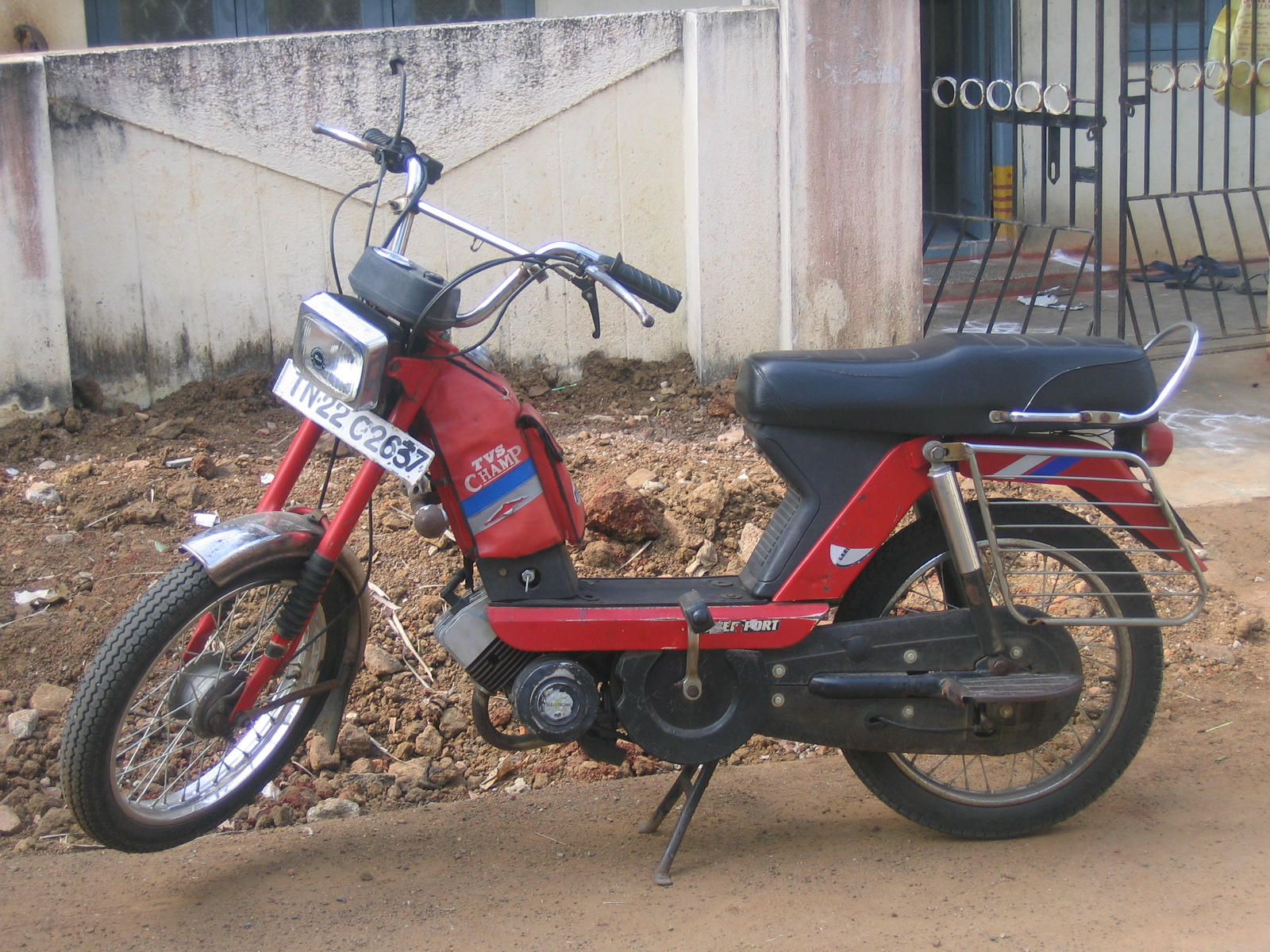
TVS Champ (2006)
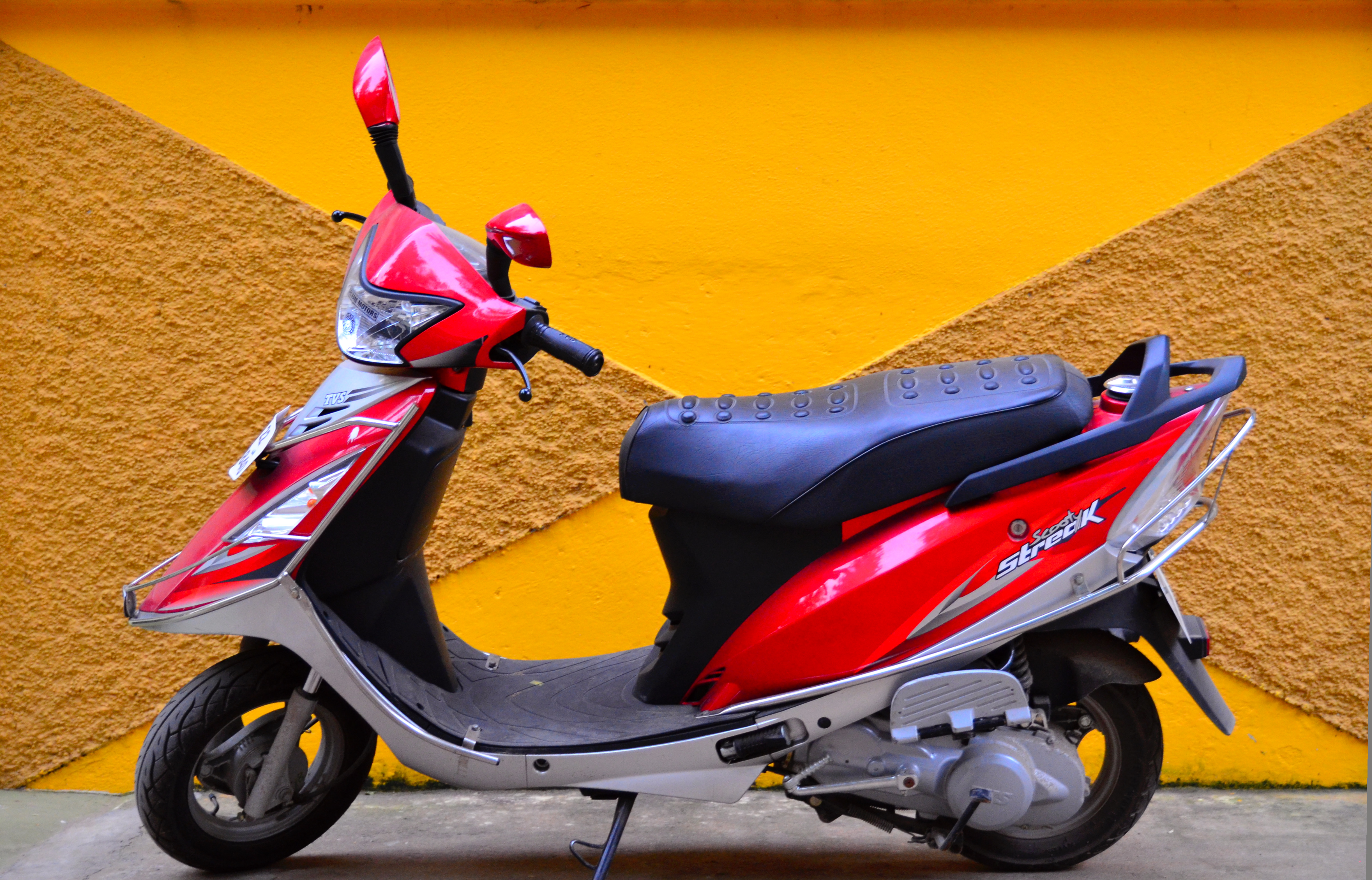
TVS Scooty Streak
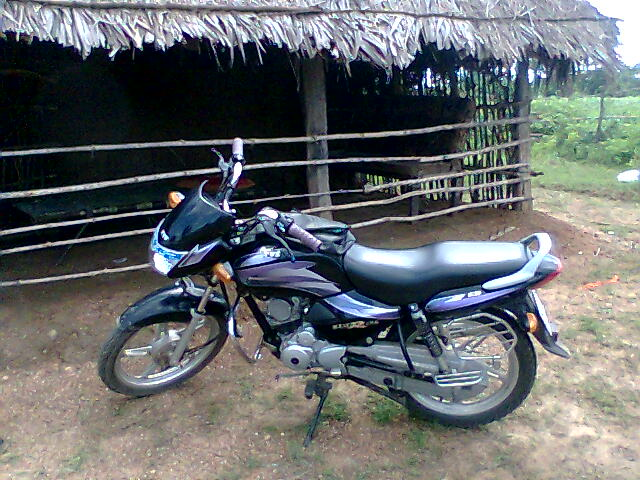
TVS Star City
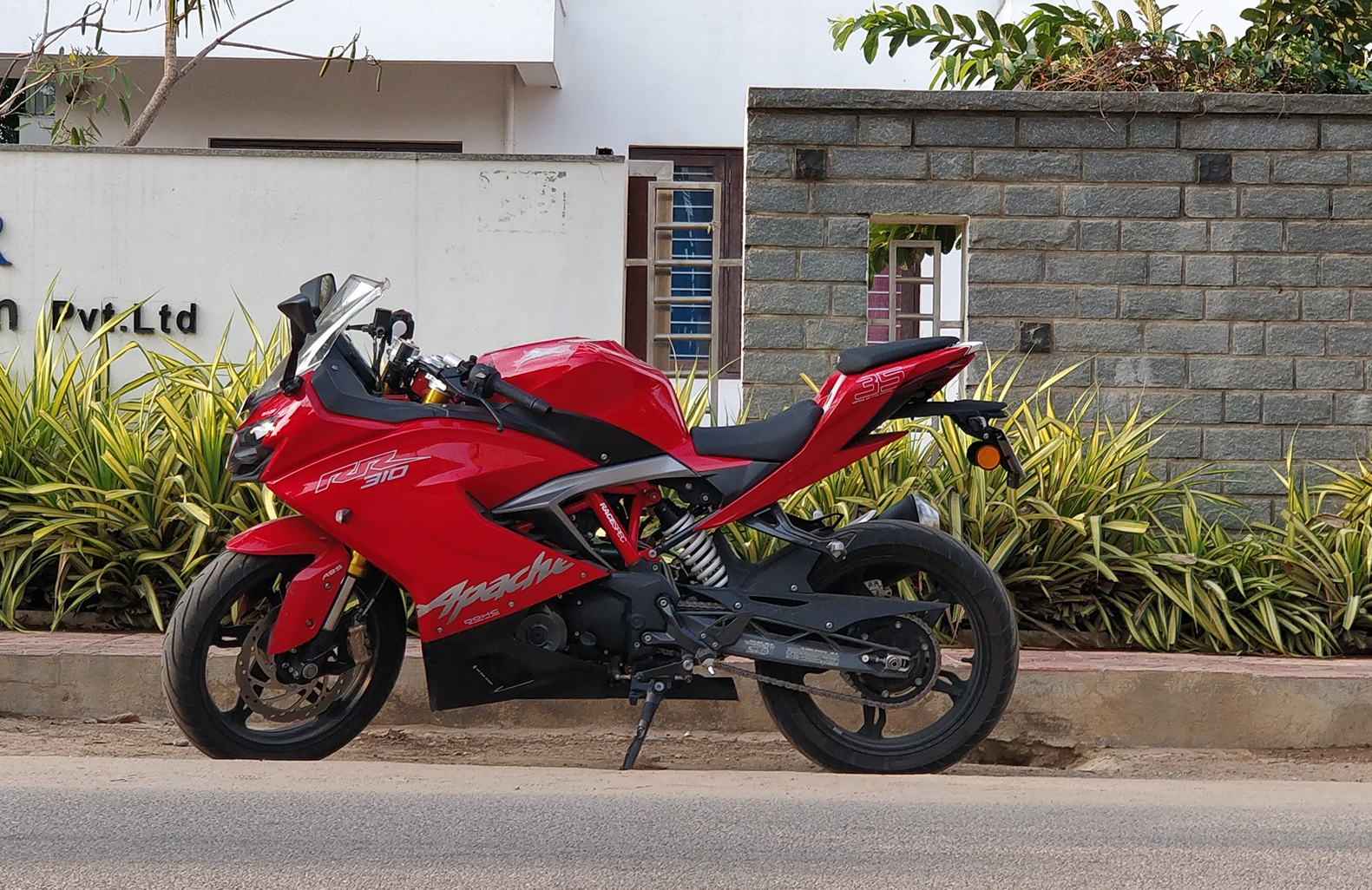
TVS Apache RR 310
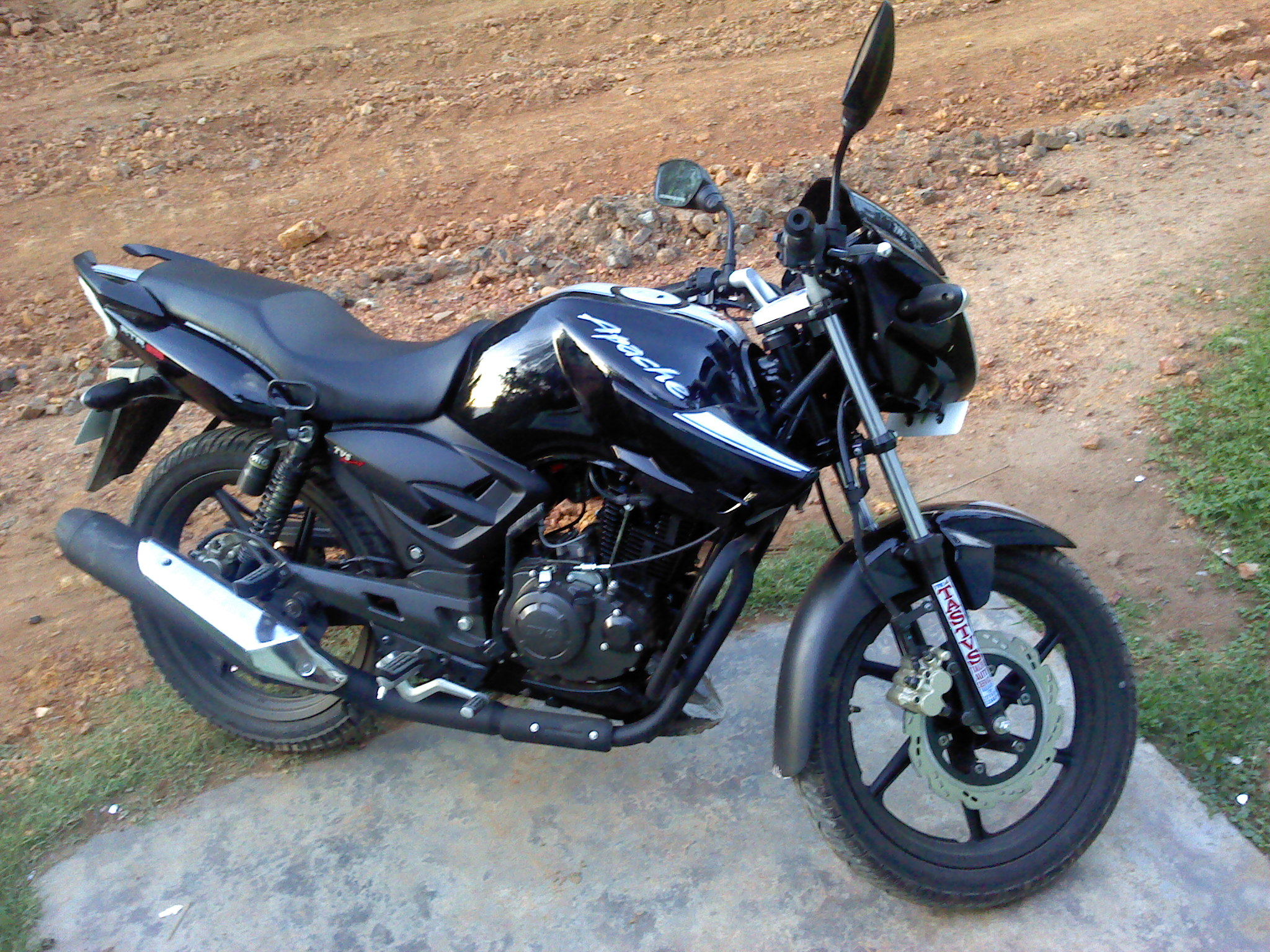
TVS Apache RTR 160
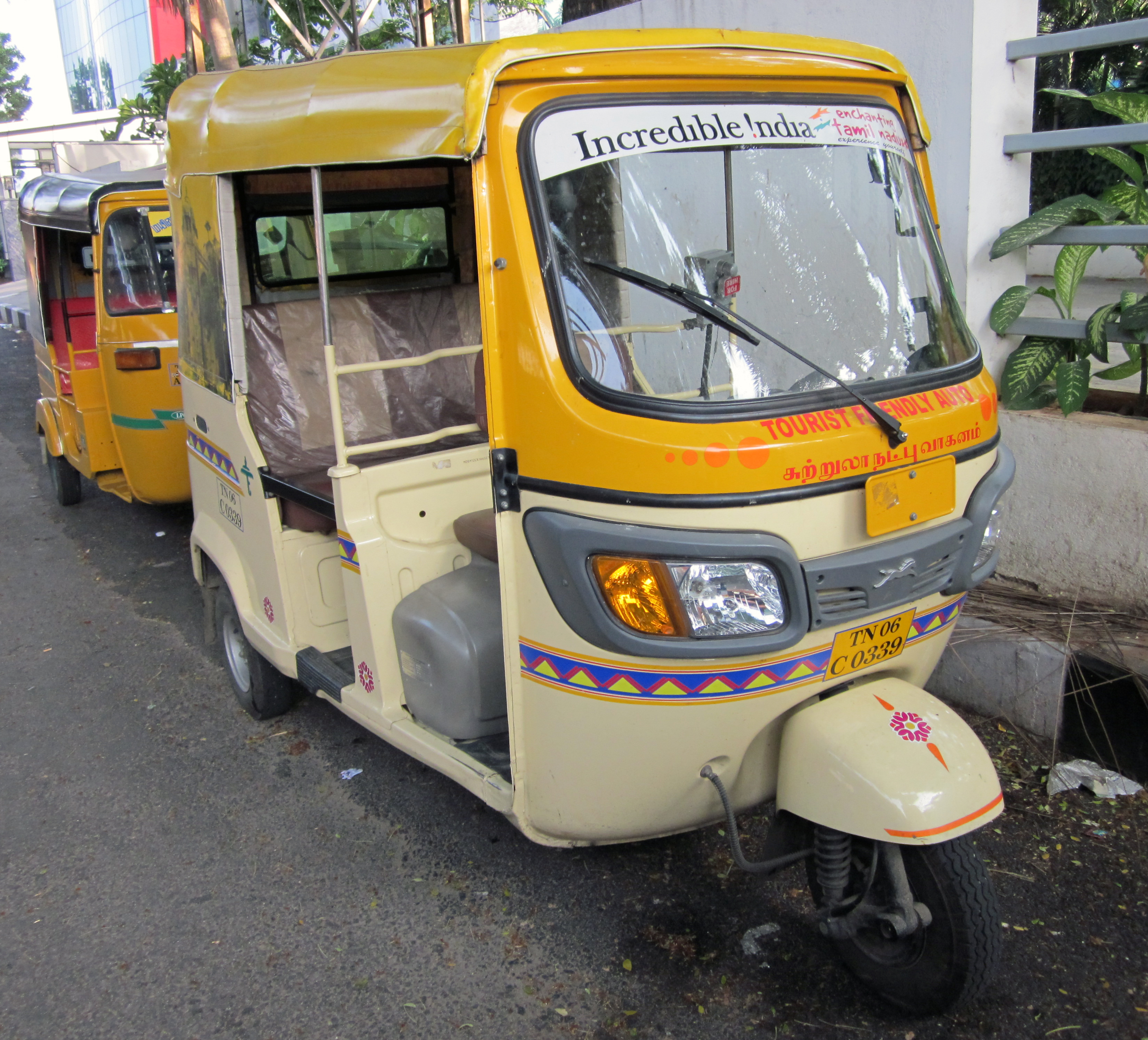
TVS King